# Jeff Long
Jeff Long (Texas, ...) è uno scrittore statunitense.

## Biografia
È nato in Texas e ha scritto romanzi ispirati al genere thriller, ma è anche giornalista, storico e sceneggiatore. 
È anche un appassionato scalatore delle vette dell'Himalaya, e conoscitore della realtà del Tibet: Long infatti è stato rinchiuso tre mesi, nel 1977, per un'accusa di contrabbando in una prigione del Nepal, dove ha cominciato a interessarsi alla  rivoluzione democratica  del 1990 in Nepal e al problema del  Tibet e del genocidio del suo popolo.

La sua opera del 1992 "The Descent" parla sia di una disgrazia sull'Everest, che del problema sociale e politico in Tibet.

Nel 1996 collaborò come osservatore dell'OSCE durante le prime elezioni democratiche in Bosnia, ed intervistò numerosi soldati americani e bosniaci per l'associazione umanitaria Witness inc., di cui è fondatore

## Opere

### Narrativa
- Angeli di luce (Angels of Lights) (1987) Vivalda, 1993
- The Ascent (1992)
- Empire of Bones (1993)
- Discesa all'inferno (The Descent) (1999) Newton & Compton, 2000. ISBN 8882894827
- Year Zero (2002)
- Il labirinto delle ossa (The Reckoning) (2004) Sperling & Kupfer, 2005. ISBN 8820038013
- The Wall (2005)
- Deeper (2007)

### Saggistica
- Outlaw: The Story of Claude Dallas (1985)
- Duel of Eagles: The Mexican and U.S. Fight for the Alamo (1990)

## Premi e riconoscimenti
- "Texas Literary Award"
- "Western Writers of America Spur Award for Best Novel"
- "British Boardman-Tasker Award for Mountain Literature"
- "American Alpine Club's Literary Award".